# Епаминондас Гарнетас
Епаминондас Гарнетас (на гръцки: Επαμεινώνδας Γκαρνέτας) е гръцки революционер, деец на Гръцката въоръжена пропаганда в Македония от началото на XX век.

## Биография
Епаминондас Гарнетас е роден в края на XIX век Негуш, тогава в Османската империя. Присъединява се към гръцката пропаганда в Македония. Действа в Негушко, Урумлъка и в района на Енидже Вардар. Сътрудничи си с негушкия лекар Христодулос Пердикарис, а след 1905 година с Константинос Мазаракис, Спирос Спиромилиос и Михаил Мораитис.
На 26 ноември 1904 година напада воденското село Техово, а два дни по-късно му е устроена засада от четата на Кара Ташо между Саракиново и Долно Родиво. Андартската чета е разбита и отстъпва в Поляни.
Умира в 1940 година в Негуш.